# Орлов, Иван Михайлович
Иван Михайлович Орлов (1900—1970) — полковник Советской Армии, участник Великой Отечественной войны, Герой Советского Союза (1943).

## Биография
Иван Орлов родился 27 января 1900 года в селе Малиново (ныне — Фатежский район Курской области). Окончил восемь классов школы. В 1918 году Орлов был призван на службу в Рабоче-крестьянскую Красную Армию. Участвовал в боях Гражданской войны. В 1928 году Орлов окончил Киевскую кавалерийскую школу, в 1931 году — курсы усовершенствования командного состава. В 1937 году был уволен в запас. В июле 1941 года Орлов повторно был призван в армию и в августе того же года направлен на фронт Великой Отечественной войны.
К сентябрю 1943 года полковник Иван Орлов командовал 509-м стрелковым полком 236-й стрелковой дивизии 46-й армии Юго-Западного фронта. Отличился во время битвы за Днепр. В ночь с 25 на 26 сентября 1943 года Орлов во главе передового отряда переправился через Днепр в районе села Сошиновка Верхнеднепровского района Днепропетровской области Украинской ССР и принял активное участие в боях за захват и удержание плацдарма на его западном берегу, отразив три вражеские контратаки. В тех боях Орлов получил ранение, но продолжал сражаться.
Указом Президиума Верховного Совета СССР от 1 ноября 1943 года за «образцовое выполнение боевых заданий командования, умелое командование вверенным полком и проявленные мужество и героизм в боях с немецкими захватчиками» полковник Иван Орлов был удостоен высокого звания Героя Советского Союза с вручением ордена Ленина и медали «Золотая Звезда» за номером 1933.
В 1944 году Орлов окончил Военную академию имени М. В. Фрунзе. В 1947 году в звании полковника он был уволен в запас. Проживал в городе Смела Черкасской области Украинской ССР. Скончался 11 августа 1970 года, похоронен в Смеле.
Был награждён двумя орденами Ленина, тремя орденами Красного Знамени, орденом Отечественной войны 1-й степени и рядом медалей.
В честь Орлова названа улица в Смеле.